# Männerhaus (Zufluchtsort)
Männerhäuser sind Einrichtungen, in denen männliche Opfer häuslicher Gewalt Zuflucht finden sollen. Sie bilden das Analogon zu den Frauenhäusern für weibliche Opfer, allerdings in wesentlich geringerer Zahl.

## Hintergrund
In Deutschland werben Initiativen seit einigen Jahren für mehr Männer- bzw. Familienhäuser. Im November 2012 richtete die Initiative Maennerhaeuser.de eine Petition an den Bundestag und alle deutschen Landtage für mehr Unterstützung für Männer- bzw. Familienhäuser in Deutschland. Dies wurde im April 2017 wiederholt, mit der Bitte in allen Bundesländern ähnliche Männerhäuser wie die mittlerweile in Sachsen bestehenden zu fördern, ebenso wie ein öffentlich gefördertes Hilfetelefon auch für von Gewalt betroffenen Männer, so wie es dies für Frauen bereits gibt.
In einer Stellungnahme vom 7. Juni 2017 bestätigte das Ministerium für Soziales und Integration in Baden-Württemberg, dass Bedarf an solchen Einrichtungen besteht; aus der Polizeilichen Kriminalstatistik zur Partnerschaftsgewalt gehe hervor, dass im Berichtsjahr 2015 knapp 20 Prozent der Opfer von Delikten der Partnerschaftsgewalt männlichen Geschlechtes waren. Die Dunkelziffer liegt allerdings deutlich höher, Schätzungen zufolge handelt es sich um ein Drittel.

## Männerhäuser in Deutschland
Es existiert je ein Männerhaus in Oldenburg mit zwei Plätzen sowie Berlin mit einem Platz. 2014 wurde ein Männerhaus in Osterode am Harz für maximal vier Bewohner eröffnet, dieses wurde mit auslaufender Förderung zum 1. Mai 2017 geschlossen.  Träger war der Verein Gleichstark e. V. Das Haus wurde vom Landkreis Osterode am Harz unterstützt und von einem angestellten Projektleiter geführt.
Am 1. Februar 2017 wurde sowohl in Leipzig als auch in Dresden ein Männerhaus für jeweils drei Bewohner, gegebenenfalls mit ihren Kindern, eröffnet. Die Projekte „MännerHaus Leipzig“ und „Männerschutzwohnung Dresden“ werden durch kommunalen Sozialverband des Freistaates Sachsen gefördert. Die anonyme „Männerschutzwohnung“ in Dresden soll erwachsenen Betroffenen von Gewalt in engen sozialen Beziehungen vorübergehend Zuflucht bieten. Eine psychosoziale Anamnese, Beratung und Nachbetreuung wird durch eine angestellte Fachkraft gewährleistet.
In Plauen unterhält der Verein Weissenberg e. V. zwei Männerschutzwohnungen und eine Beratungsstelle. Hier können insgesamt drei Bewohner, gegebenenfalls mit ihren Kindern, untergebracht werden. Eine angestellte Fachkraft sichert die Beratung und Betreuung. Das Projekt in Plauen besteht seit Januar 2018 und ist seit 2019 dem sächsischen Modell- und Pilotprojekt angeschlossen, zu dem auch die oben genannten Projekte in Leipzig und Dresden gehören.
Mit der Veröffentlichung der überarbeiteten sächsischen „Richtlinie zur Förderung der Chancengleichheit“ vom 12. August 2021, werden die derzeit drei Männerschutzeinrichtungen in Sachsen (Stand 10/2021) ab 2022 in die Regelförderung übernommen. Sachsen ist damit das bisher erste Bundesland, welches diese Förderung bietet. Die Entscheidung erfolgte auf der Grundlage der Evaluation des Pilotprojektes „Männerschutzwohnungen“ in Sachsen. Die Pilotprojektphase erfolgte von 2016 bis 2021.
In Stuttgart wurde im Oktober 2018 eine Schutzwohnung für zwei Männer, evtl. auch mit Kind, eröffnet.
Der Freistaat Bayern fördert seit Dezember 2019 zwei Männerschutzwohnungen:
Unter Trägerschaft des SKM Augsburg wurde im Dezember 2019 die erste Männerschutzwohnung in Südbayern eröffnet. Die Wohnung bietet Platz für zwei Männer und deren Kinder, sofern diese jünger als 12 Jahre sind.
Kurz darauf öffnete die Schutzwohnung in Nürnberg unter Trägerschaft der Caritas ihre Pforten. Sie bietet Raum für 3 Männer mit ihren Kindern.
Beide Projekte sind Teil eines Gesamtkonzepts, das auch Gewaltprävention sowie strukturelle Beratung beinhaltet.
Seit April 2020 existiert in NRW das Projekt Freiraum mit jeweils 4 Plätzen für Männer in Düsseldorf, Köln, Großraum Aachen sowie Großraum Münster und Bielefeld mit jeweils 2 Plätzen.
Das Thema Gewalt gegen Männer wurde im Rahmen einer Pilotstudie des Bundesministeriums für Familie, Frauen, Senioren und Jugend beleuchtet.

## Männerhäuser in der Schweiz
Im Kanton Aargau eröffnete der Verein Verantwortungsvoll erziehende Väter und Mütter (VeV) im November 2009 das erste Schweizer Männerhaus. Zielgruppe dieser Einrichtungen sind Männer, die in ihrer Ehe physische oder psychische Gewalt erleben, die ihre Kinder gefährdet sehen oder durch eine Trennung belastet sind.